# Microvalgus apicalis
Microvalgus apicalis är en skalbaggsart som beskrevs av Lea 1914. Microvalgus apicalis ingår i släktet Microvalgus och familjen Cetoniidae. Inga underarter finns listade i Catalogue of Life.